# Alqueria de Roca
L'Alqueria de Roca és un llogaret del municipi de Meliana, prop de la mar, i al costat de Cúiper, amb el qual forma el nucli de Roca-Cúiper.
Aquest llogaret es troba a 500 m de la platja, a l'extrem oriental del terme de Meliana. Prop circula l'autovia V-21 València-Sagunt i pel mig discorre la línia València-Barcelona, amb parada de la C-6 de rodalia a Castelló. La futura línia de tren d'alta velocitat que unirà les ciutats de València i Castelló discorrerà a escassa distància del nucli si no pel bell mig, cosa que ha provocat el rebuig dels veïns de Roca-Cúiper i dels municipis de la comarca afectats pel traçat d'aquesta infraestructura.

## Història
L'origen de Roca se situa en la segona meitat del s.XIX, quan l'agrupació d'alqueries entorn del Camí de la Tanca va donar lloc al nucli, conegut inicialment com l'Alqueria del Jutge, l'Alqueria Alta o Els Xorets, per ser el sobrenom d'aquesta família el majoritari. El 1884 es va beneir l'ermita dedicada a Sant Antoni en l'alqueria d'en Vicent Roca Soler, terratinent de la ciutat de València, el cognom del qual acabà donant nom a aquest llogaret. A primeries del segle XX l'ordre de Predicadors (dominics) van tindre casa de noviciat - desapareguda després de la Guerra Civil- a la zona que es coneix com el Convent, al sud del nucli urbà, enfront de l'actual pont sobre les vies. El 1931 es van construir les Escoles de Roca pel govern municipal republicà de Meliana presidit per Vicent Orts. En 1953 es va erigir la Parròquia de la Mare de Déu de la Misericòrdia, segregant-se Roca de la dels Sants Joans de Meliana i Cúiper de la de Santa Maria de Foios.

## Festes
Celebra festes majors en honor de Sant Isidre i la Verge dels Desemparats, a finals de juliol. Abans se celebraven de manera separada al mes de maig i juny. L'any 1993 es van unir les dues festes i es traslladaren al mes de juliol. Consistixen en festes que combinen les activitats lúdiques (sopars de cabasset, revetlles, disfresses, paelles, paella gegant) amb les religioses (trasllat dels patrons a casa dels festers, misses, processó).
Al gener se celebra Sant Antoni, sent el diumenge següent a la festa (17 de gener) en anys parells i el segon diumenge després de la festa els anys imparells. Destaca la cremà de la foguera i la benedicció dels animals, amb gran participació de gent de tota la comarca i nombroses cavalleries. Dels aspectes culinaris destaquen les calderes i els entrepans de tomaca i tonyina. L'Associació de veïns i consumidors de Roca-Cuiper organitza, entre altres activitats, una Setmana Cultural l'última setmana de juny i un Concert de Nadal.